# Allmänna Sången Visby
Allmänna Sången Visby grundades 1844 av Carl Laurin som Wisby Allmänna Sångförening. Kören var då en manskör, men är sedan 1972 en blandad kör. Kören är en av Sveriges äldsta körer och är baserad i Visby. Kören består idag av omkring 40 sångare och leds sedan 1995 av Mats Hallberg. På körens repertoar står folkmusik, jazz, visor och klassiskt.
Allmänna Sången Visby uppträder sedan 1995 varje första advent i en av kyrkoruinerna i Visby. Utöver detta uppträder kören i många olika sammanhang på Gotland.

## Diskografi
Allmänna Sången Visby har spelat in två skivor, Volund och Utlottningen. Texterna till Volund och Utlottningen är skrivna av Eva Sjöstrand till musik av Jan Ekedahl som arrangerats för kör och solister av Mats Hallberg. På Volund medverkar även Gunnfjauns kapell.